# 联合阵线（马来西亚）
联合阵线(英語：United Front)是马来西亚一个已不存在的政党联盟。它由马来亚劳工党和人民进步党于1966年成立。
1966年1月，由于去年马来亚人民党的退出和国民议会党停止运作，马来亚劳工党正式宣布马来亚人民社会主义阵线停止存在。不久后，劳工党即和人民党、人民进步党、林苍佑领导的民主联合党、作为人民行动党马来亚分部而新成立的民主行动党和泛马来亚回教党商议建立一个反联盟政府的“大反对党联盟”。谈判因政党之间的分歧而受到阻碍，例如，以人民进步党、民主联合党和民主行动党为一方的反对党支持马来西亚的成立，而以劳工党、人民党和回教党为一方则反对。二月，劳工党和人民进步党确立了四个低级纲领：
1. 致力于建立一个“民主宪政”政府，为全体人民提供社会正义和经济平等。
2. “捍卫基本自由”并废除《内安法令》、《社团法》以及妨碍结社、集会和行动自由的法律。
3. 谴责一切形式的殖民主义以及对别国内政的侵略和干涉。
4. 马来西亚的成立并不是人民真正民主意愿的结果，因此呼吁婆罗洲在没有外国干涉的情况下进行自由公民投票。[4]

人民进步党及其领导人昔尼瓦沙甘坚持认为，这四项原则并不与马来西亚团结大会或其“马来西亚人的马来西亚”的目标相冲突，并认为它“应该为任何相信社会主义政体下的宪政民主的人所接受”。同月，回教党宣布不认同联合阵线的纲领，因此拒绝加入。三月，联合阵线宣布由劳工党主席林建寿和劳工党副主席V大卫分别出任联合阵线主席和总秘书。民主行动党秘书长蒂凡那在《海峡时报》发表的一封信中批评劳工党，他指责劳工党阻碍“忠诚反对派”的出现（参见印马对抗）和重复共产党的言论。作为回应，尽管此前昔尼瓦沙甘坚持要求行动党加入，V大卫仍宣布不允许民主行动党加入联合阵线，声称行动党和马来西亚团结大会（行动党和人民进步党均为其成员）的宗旨与联合阵线不符。
另一方面，劳工党各州分部对于“中央巨头”建立的联合阵线非常不满，认为人民进步党是被人民认为是种族主义的政党，指责四点低级纲领没有明确提出反帝反殖反大马的要求，指责这个联合阵线是从上而下，没有经过共同斗争的联盟。9月24日召开的劳工党全国特别代表大会正式终止联合阵线。